# خار و تیغ

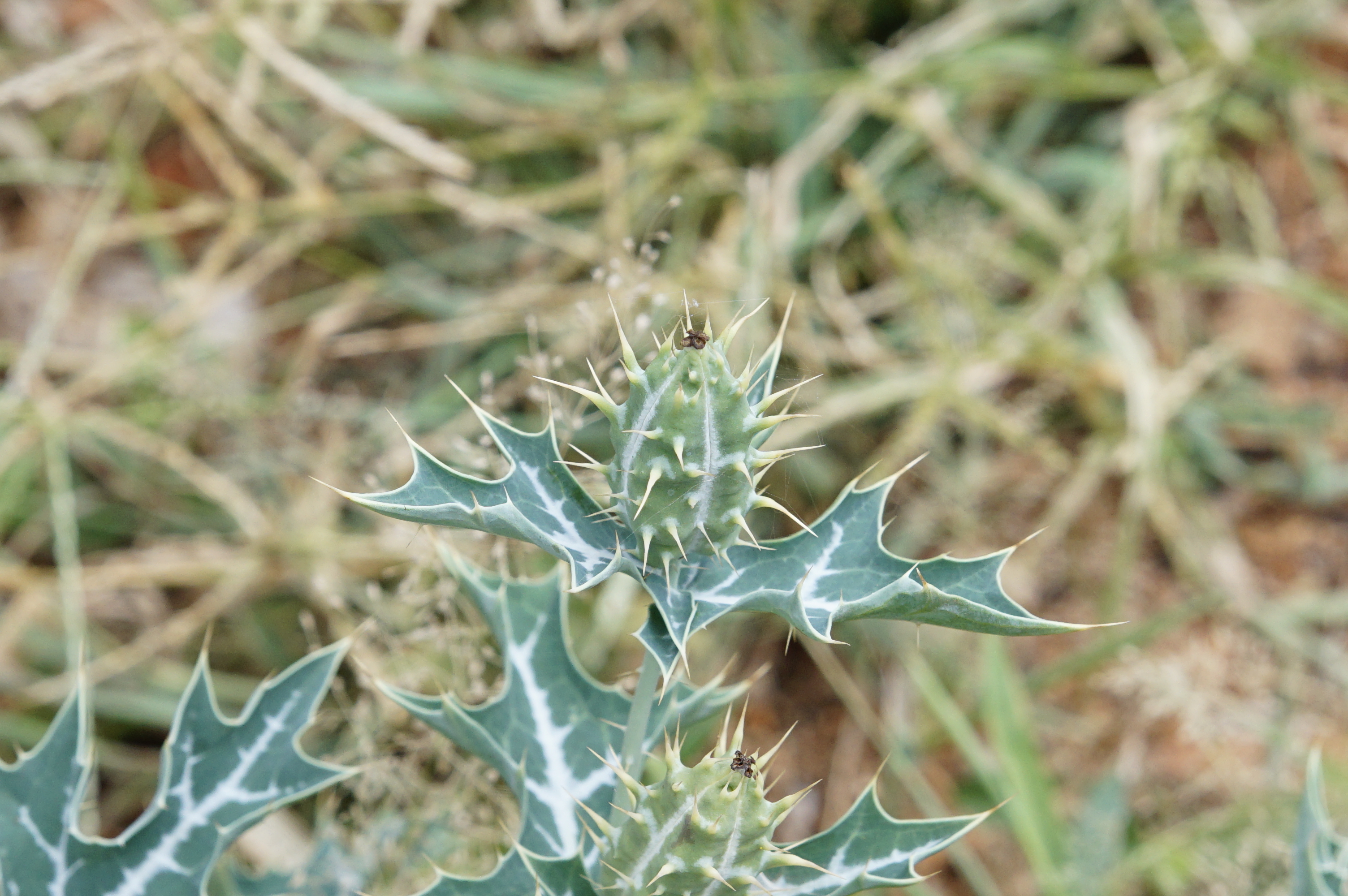
خار یک گل

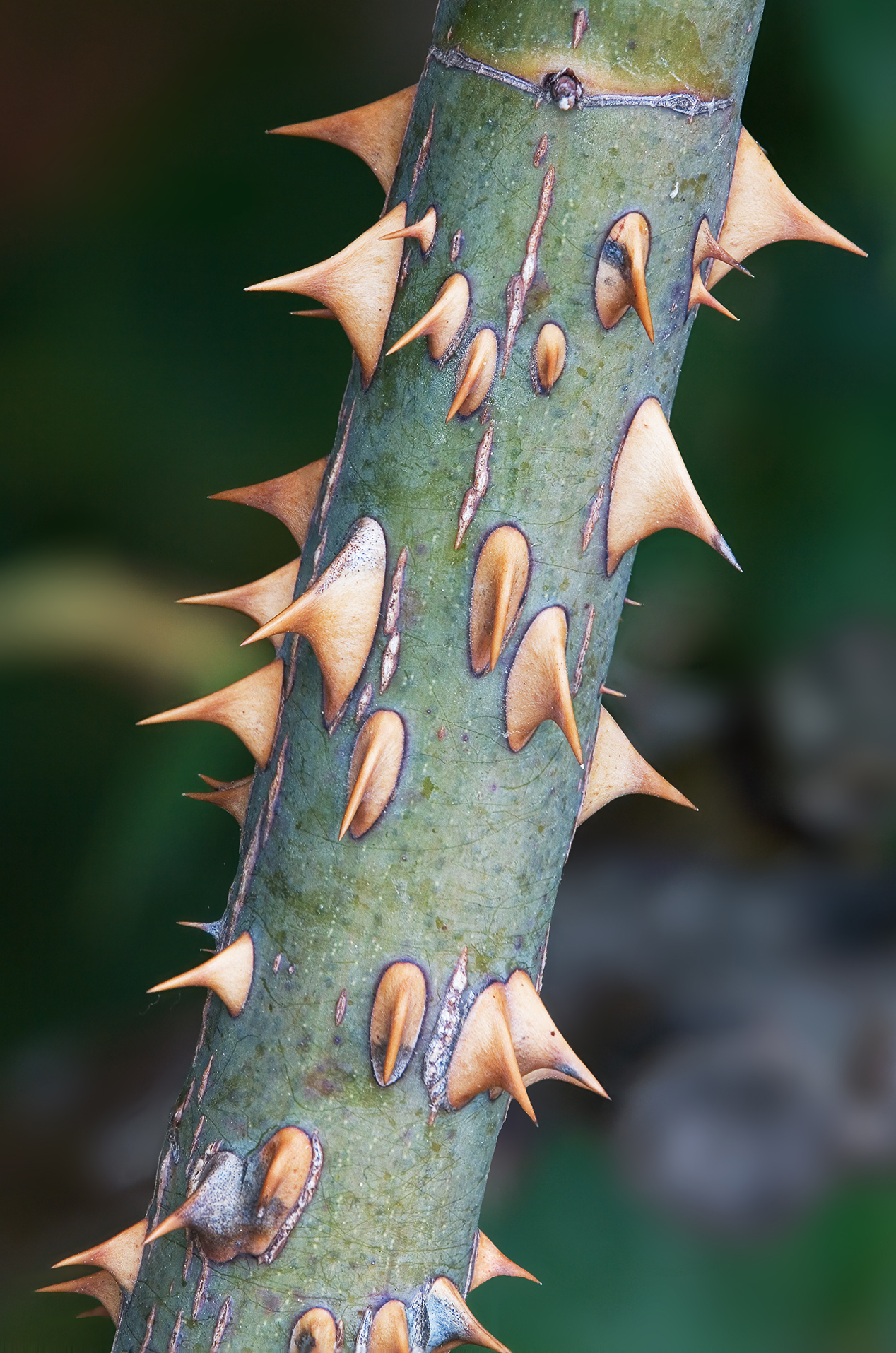
تیغ‌های گل سرخ

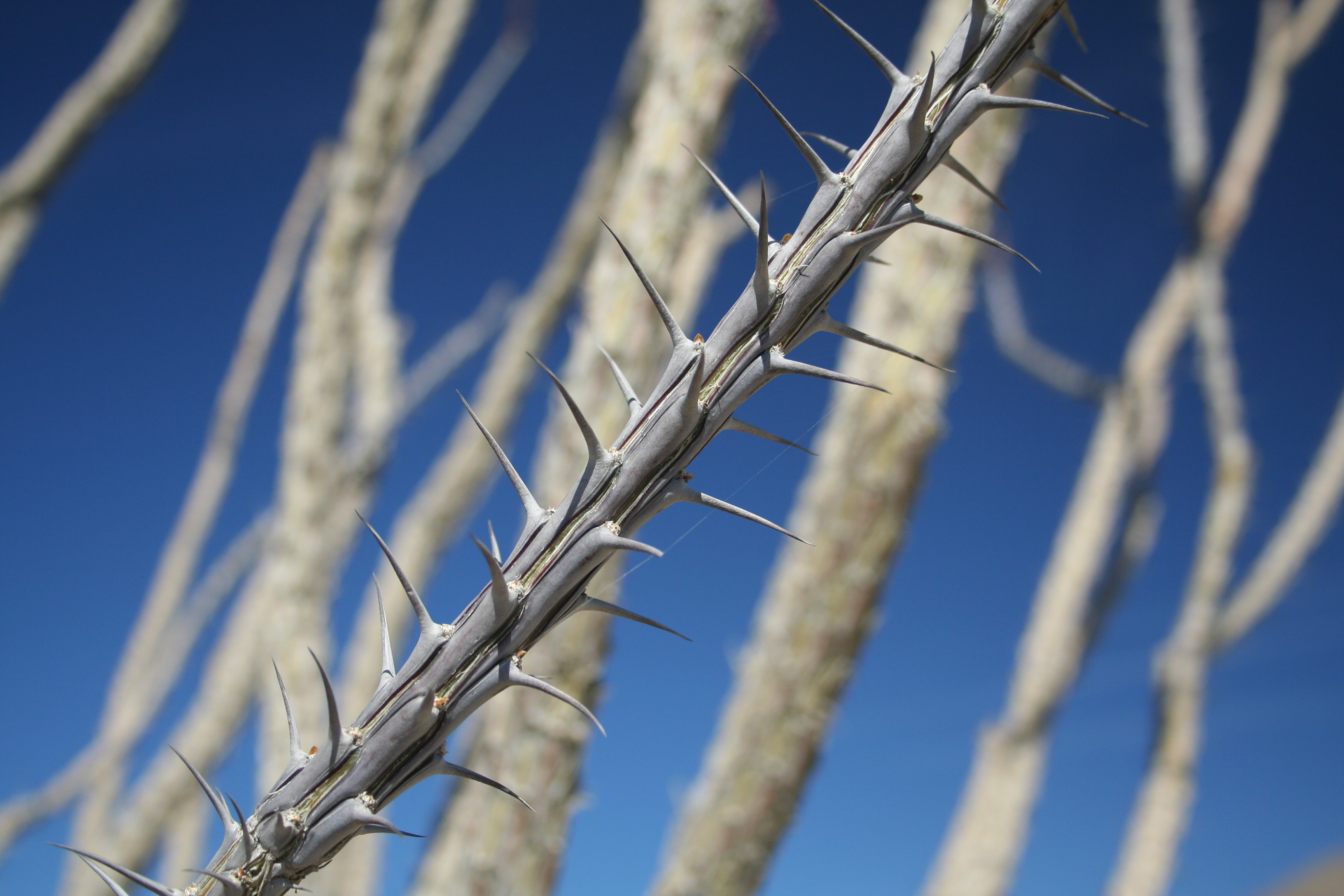
تیغچه‌های درخت صمغ

خار (به انگلیسی: Thorn, Spine) و تیغ (به انگلیسی: Prickle) در گیاه‌شناسی به برجستگی‌های نوک‌تیزی گفته می‌شود که به جای شاخه یا در میان شاخه‌ها بر روی تنهٔ برخی گیاهان می‌روید. اگر این برجستگی‌ها شکل‌های تغییریافتهٔ شاخه باشند به آن‌ها خار گفته می‌شود، اگر ادامهٔ قشر روپوست گیاه باشند به آن‌ها تیغ گفته می‌شود؛ و اگر در اصل دگرگون‌شدهٔ برگ‌ها باشند به آن‌ها تیغچه گفته می‌شود. با این‌که این سه گونه، از دید فنی گیاه‌شناسی تفاوت دارند ولی در زبان روزمره گاه برای هر سه از لفظ خار یا تیغ استفاده می‌کنند. خار یک سازوکار حفاظتی برای گیاهان است.